# Петгъс
Пѐтгъс (на гръцки: Πεντάλοφος, Пендалофос, катаревуса: Πεντάλοφον, Пендалофон, до 1926 година Πέτγα, Петга) е село в Егейска Македония, Гърция, част от дем Пеония в административна област Централна Македония.

## География
Селото е разположено на 450 m надморска височина, на 6 km югозападно от демовия център Гумендже (Гумениса) в югоизточните склонове на планината Паяк (Пайко). Край селото е разположен Петгъският манастир „Свети Никодим Светогорец“, метох на атонския Симонопетра.

## История

### В Османска империя
На 1900 m югоизточно от селото и на 2300 m северозападно от Геракарци (Гераконас), от дясната страна на коларския път Петгъс – Геракарци, в местността Тумба на естествен хълм е открито антично селище, обявено в 1996 година за защитен паметник.
В XIX век Пилорик е чисто българско село в Ениджевардарска каза на Османската империя. Църквата „Св. св. Петър и Павел“ е от средата на XIX век.
На австро-унгарската военна карта е отбелязано като Петгиз (Petjes, Petgiz), на картата на Йоргос Кондоянис е отбелязано като Петгас (Πέτγας), християнско село. Според Николаос Схинас („Οδοιπορικαί σημειώσεις Μακεδονίας, Ηπείρου, Νέας οροθετικής γραμμής και Θεσσαλίας“) в средата на 80-те години на XIX век Петгис (Πέτγκις) е село с 38 християнски семейства.
Според статистиката на Васил Кънчов („Македония. Етнография и статистика“) в 1900 година в Петгъс живеят 330 българи християни. Според Христо Силянов след Илинденското въстание в 1904 година цялото село минава под върховенството на Българската екзархия. По данни на секретаря на екзархията Димитър Мишев („La Macédoine et sa Population Chrétienne“) в 1905 година селото (Petgaz) има 376 българи екзархисти.
След Младотурската революция в 1909 година жителите на селото (Пет гъз) изпращат следната телеграма до Отоманския парламент:
| „ | Макар че населението от селото ни да е чисто българско, от четири години насам училището и черквата ни са затворени. Причините за затварянето им не знаем. Молим да се дадат нужните заповеди за отварянето им. От името на населението кмет Иван, член Гоно. | “ |

Според данни на кукушкия околийски училищен инспектор Никола Хърлев през 1909 година в Петгъз има назначен от Екзархията български учител, но властите не допускат отварянето на българско училище поради статуквото.
По данни на Екзархията в 1910 година Петгъсъ е чифлигарско село с 65 семейства, 323 жители българи и една черква.
В 1910 година Халкиопулос пише, че в селото (Πέτγας) има 300 екзархисти и 50 патриаршисти.
При избухването на Балканската война двама души от Петгъс са доброволци в Македоно-одринското опълчение.

### В Гърция
По време на Балканската война в селото влизат гръцки части, а след Междусъюзническата Петгъс попада в Гърция. Местният български учител получава заплашително писмо от гърците: 
| „ | Учительо Благий. Много Ви се моля да учиш учениците ти на елинска писменост, а не на българска, зщаото ще развалят тишината ви елинските учители... ако не чуете ще пострадате... Македония елинска беше, здраво елинска [е] и ще бъде здраво елинска, защото нашите проливат кръв като река всеки ден заради това място... | “ |

В 1912 година е регистрирано като селище с християнска религия и „македонски“ език. Преброяването в 1913 година показва Петгас (Πέτγας) като село със 182 мъже и 149 жени.
Боривое Милоевич пише в 1921 година („Южна Македония“), че Петгаз има 120 къщи славяни християни.
От 65 български семейства към 1912 година до 1928 година в България се изселват 20 семейства или 114 души и в селото остават 45 български семейства. Ликвидирани са 20 имота на жители, преселили се в България. В 20-те години на XX век в селото са заселени гърци бежанци. В 1928 година селото е чисто бежанско с 27 бежански семейства и 104 жители.
В 1926 година името на селото е променено на Пендалофон. В 1940 година в селото има 319 жители, от които само 40 бежанци, тъй като останалите се изселват в полските села. В 1947 година по време на Гражданската война жителите на селото насилствено са изселени в полските ениджевардарски села.
Селото традиционно се занимава със скотовъдство, като частично произвежда и пшеница и картофи.
| Име           | Име             | Ново име      | Ново име       | Описание                                             |
| ------------- | --------------- | ------------- | -------------- | ---------------------------------------------------- |
| Цигарчи камен | Τσιγάρτσι Κάμιν | Ксиролития    | Ξηρολιθιά      | възвишение на ЮИ от Рамна и на С от Цигарево         |
| Голем дол     | Γκολέμ Ντόλ     | Мегалос Лакос | Μεγάλος Λάκκος | река на Ю от Рамна                                   |
| Дуков рид     | Δούκοφριτ       | Рахи Дука     | Ράχη Δούκα     | възвишение на ЮЗ от Рамна                            |
| Бесина        | Μπεσίνα         | Лекани        | Λεκάνη         | местност на З от Рамна                               |
| Бачилка       | Μπατσίλκο       | Тирокомейон   | Τυροκομεΐον    | възвишение на ЮЗ от Петгъс и на СЗ от Рамна          |
| Грамайци      | Γκραμάϊτσι      | Петротон      | Πετρωτόν       | възвишение на ЮЗ от Петгъс и на С от Рамна (529,6 m) |
| Пресекта      | Πρεσέκτα        | Ставродроми   | Σταυροδρόμι    | местност на ЮЗ от Петгъс                             |
| Берковица     | Μπέρκοβιτς      | Ститос        | Στήθος         | възвишение на З от Петгъс                            |
| Албанджинде   | Άλμπαντσίντε    | Агриомилиес   | Άγριομηλιές    | възвишение на СЗ от Петгъс                           |
| Муркова тумба | Μούρκοβα Τούμπα | Псилома       | Ψήλωμα         | възвишение на И от Петгъс (422 m)                    |

| Година    | 1913 | 1920 | 1928 | 1940 | 1951 | 1961 | 1971 | 1981 | 1991 | 2001 | 2011 | 2021 |
| --------- | ---- | ---- | ---- | ---- | ---- | ---- | ---- | ---- | ---- | ---- | ---- | ---- |
| Население | 331  | 302  | 266  | 319  | 0    | 272  | 263  | 225  | 217  | 190  | 203  | 155  |

## Личности
Родени в Петгъс
- Георги Пенев Тръпчев (1922 – 1945), български военен деец, подофицер, загинал през Втората световна война[23]
- Дионис Даулов (1873 – 1951) български революционер, четник от ВМОРО
- Иван Георгиев Политика, български революционер от ВМОРО, четник на Щерьо Юнана[24]
- Минко Калцев, български революционер, четник от ВМОРО[25]
- Мино Гонов, български революционер от ВМОРО, четник на Аргир Манасиев[26]
- Христо Георгиев (1878 – ?), български революционер, войвода на ВМОРО
- Христо Пройчаков, български революционер, четник от ВМОРО.[27]
- Христо П. Тенков (1882 – ?), македоно-одрински опълченец, четата на Ичко Димитров, четата на Иван Пальошев[28]